# 童貞放浪記
『童貞放浪記』（どうていほうろうき）は、小谷野敦による小説。著者の実体験に基づく私小説である。『文學界』2007年10月号初出。2008年5月に書き下ろし2編を加え幻冬舎より刊行された。2009年、小沼雄一監督により映画化。また幻冬舎文庫より刊行。	

## あらすじ
T大学大学院出身の金井淳は、関西の大学で講師をしているが、30歳で童貞であり、先輩から酒の席で恫喝され、その不安からヘルス店やストリップに出入りするようになる。ある日、学会で大学院の後輩の北島萌と出会い、話がはずみ、その後紆余曲折を経てついに同衾にまでこぎつけるのだが・・・。

## 映画
2009年に映画化された。R-15指定。

### キャスト
金井淳（かないじゅん）
演 - 山本浩司
冒頭で大学の講師となる。T大学大学院卒で専門は文学。頭はいいが、本人は運動音痴で異性にモテないことを自認している。内気で生真面目な性格で少々理屈っぽく、大学の講義ではスラスラと喋っているが私生活では口下手。これまでに女性と付き合ったことはなく、性行為や性風俗も未経験で色々と無知である。作中の講義では、遊廓や性と恋愛を扱った日本文学を教えている。
北島萌
演 - 神楽坂恵
金井の大学院の後輩。思い切りがよくサバサバした性格で屈託のない笑顔を見せる。高校時代はガリ勉タイプで恋愛とはほぼ無縁な生活だったが、大学生時代は2度恋愛経験をしており、金井に過去の恋愛話をあっけらかんと語る。泊りがけの学会(研究会)で金井と久しぶりに再会し、“床屋”の語源を尋ねたことがきっかけで以前より親しくなっていく。

#### 金井の職場の人たち
山口
演 - 堀部圭亮
金井の先輩職員。金井とは初めて会った時からあまり馬が合わない状態。酒癖が悪く、酒の席では金井に大声でダメ出しばかりしている。やや威圧的な性格。
黒瀬
演 - 古舘寛治
金井の上司。職場での金井の仕事の相談相手。ただし、少々おちゃらけた性格なため、金井の仕事のストレス発散が風俗店と聞いて面白おかしくアドバイスする。
朝原
演 - 内田慈
金井の同僚。金井の恋愛の相談相手。金井の歓迎会で酒に酔った山口にダメ出しをされた彼を励ます。
本村
演 - 松井周
金井の同僚。職場の酒の席のシーンなどに登場。酒癖の悪い山口の戯言には気にしないよう金井に助言する。
犀藤
演 - 志賀廣太郎
金井の上司。職場の酒の席のシーンなどに登場。金井の歓迎会で彼に突っかかる山口をたしなめる。
千田
演 - 綾田俊樹
金井の上司。職場の酒の席のシーンなどに登場。
外国人講師らしき人
演 - セイン・カミュ
金井の同僚。職場の酒の席のシーンに登場。作中では普段から英語で話しており、日本語はあまり上手くない。ちなみに本作には、セインの実の息子2人が外国人の幼い兄弟役として出演している。

#### 風俗嬢など
ヘルス嬢。
演 - 結城リナ
ファッションヘルスで働く。金井にとって初風俗体験の相手。性経験や風俗店に無知な金井に手ほどきをする。
ミキ
演 - AYA
ストリッパー。作中の冒頭で、ストリップ劇場のステージで踊る。
アミ
演 - 黄金咲ちひろ
ストリッパー。作中の中盤で、ステージ中に自身の胸を客たちに触らせてあげる。
ローザ
演 - 冴島奈緒
ストリッパー。作中の後半のステージで踊るシーンに登場。直後に金井の頼み事を聞いて一肌脱ぐ。
小部屋の女性
演 - 速水今日子
ストリップ劇場内にある小部屋(個室)で手淫サービスを行う女性。サービス中に金井と会話して彼の人となりを知って親しくなる。

#### その他の人たち
淳の母
演 - 木野花
金井の実家で暮らす。久しぶり一時帰宅した金井のことを喜んでいるが、息子に恋人がおらず将来結婚できるかどうか気を揉んでいる。
金井の知人
演 - 奥田崇
詳しくは不明だが、金井と萌の大学院時代の知り合い。萌と金井が参加した研究会後の懇親会で、今後のために教授たちに酌をするよう助言する。
小部屋の受付係
演 - 吉行由実
ストリップ劇場内の小部屋前で手淫サービスの受付をしている。劇場に訪れた金井にサービスを利用するかどうかをジェスチャー付きで尋ねる。
ストリップ劇場の客
演 - 岡村洋一
ローザの生板ショーの参加を希望し、ローザの相手ができる1人を決めるため他の参加希望者とジャンケンをする。
ファッションヘルスの受付係
演 - 地獄谷三番地
初来店した金井に「(女の子の)御指名」を尋ねるが、システムが分かっていない彼から「(金井の)氏名」を答えられる。
居酒屋の店員
演 - 藤原美穂
冒頭の金井の歓迎会が開かれる居酒屋で働く。客のオーダーを取って料理を配膳する。
その他
演 - 笠兼三、けーすけ

### スタッフ
- 監督：小沼雄一
- 製作：清宮武雄、徳永裕明
- プロデューサー：石垣直哉
- 脚本：石垣直哉、足立紳
- 脚色：前田司郎
- 撮影：小松原茂
- 美術：細谷恵子、鈴木隆之
- 衣裳：宮本まさ江
- 編集：前嶌健治
- 音楽：micromicrophone
- 音響効果・サウンドプロデューサー：小野川浩幸
- 照明：松岡泰彦
- 録音：小野川浩幸、小滝みつる
- 助監督：家次勲